# Grallaria chthonia
Grallaria chthonia е вид птица от семейство Grallariidae.

## Разпространение
Видът е разпространен във Венецуела.